# I compagni di Baal
I Compagni di Baal (Les Compagnons de Baal) è una miniserie televisiva francese in 7 puntate trasmesse per la prima volta nel 1968 di genere: mistero, thriller e poliziesco, incentrata sulle vicende che ruotano intorno ad una società segreta, "I Compagni di Baal", setta esoterica e criminale che persegue il fine di dominare il mondo.

## Episodi
La miniserie è suddivisa in sette puntate:
1. Il segreto di Diogene (Le Secret de Diogène)
2. I misteri dell'Isola di Saint Louis (Les Mystères de l'Île-Saint-Louis)
3. Lo spettro rosso (Le Spectre rouge)
4. L'inquietante professor Lomer (L'Inquiétant Professeur Lomer)
5. La notte dell'otto di fiori (La Nuit du huit de trèfle)
6. L'eredità di Nostradamus (L'Héritage de Nostradamus)
7. Il risveglio di Liliana (L'Éveil de Liliane)

## Trama
Un giornalista curioso e amante della giustizia, Claude Leroy, insieme al suo amico e collega Pierrot, viene a trovarsi sulla strada di una misteriosa organizzazione criminale ed esoterica e conosce strani ed inquietanti personaggi che si muovono in una trama ricca di colpi di scena. Il tutto nel cuore di una affascinante Parigi degli anni '60, sconosciuta, impenetrabile, soprattutto nei suoi sotterranei. "I Compagni di Baal", questo è il nome dell'organizzazione segreta, in riferimento a Baal (divinità antica della Siria ma additato come il demone tricefalo che regna nella parte orientale dell'inferno). Non sono solamente una setta di adoratori di Lucifero, con dei rituali precisi e delle regole rigorose, i cui membri direttivi durante le loro riunioni indossano antichi costumi e hanno il volto celato da una maschera, mentre i membri esecutivi vestono abiti normali e hanno il capo coperto da un cappuccio. Sono anche una potente e pericolosa organizzazione criminale che opera indisturbata seminando il terrore con lo scopo di dominare il mondo, guidata da un uomo dallo sguardo magnetico, inquietante e malvagio che assume diverse identità, tra le quali, quella di sindaco del piccolo paese di campagna di Blaingirey.

### Il segreto di Diogene
In un caffè di Parigi sono seduti ad uno dei tavolini due giovani, Claude e Pierrot insieme ad un uomo più anziano, di nome Pépère, si lamentano del lavoro poco gratificante che fanno al giornale. Claude è un reporter di cronaca, Pierrot porta i giornali alle edicole, mentre Pépère è un affermato giornalista prossimo alla pensione. Al bancone del bar c'è un uomo, già avanti con gli anni, che indossa abiti eleganti, che chiede al barista un altro bicchiere di liquore che non può pagare. Un altro giovane giornalista entra in quel momento, si siede con gli altri al tavolo e prende in giro l'uomo al bancone. Quell'uomo che sta al banco, una decina d'anni prima, era redattore del loro giornale. In quello stesso periodo durante una gita in Bretagna con la famiglia, la barca con sua moglie e sua figlia, di nemmeno sei anni, era misteriosamente scomparsa. Non si ritrovarono più i cadaveri delle due donne. Da quel giorno Jacques Arnaud perdette la lucidità e divenne un alcolizzato che farneticava strani discorsi e per questo fu soprannominato Diogene (dal nome del famoso filosofo greco vissuto nel IV sec. a.C. che si narra vivesse in una botte e cercasse l'"uomo"). Nel caffè c'è anche un uomo che osserva tutte le persone presenti. Quando Diogene uscirà dal caffè, lo seguirà e da qui partirà una serie di avventure che portano Claude nel piccolo paese di Blaingirey dove anni prima ci fu una rapina ad un treno portavalori con un ingente bottino mai recuperato. Incontra la giovane Francoise, vittima suo malgrado di alcuni banditi che fanno capo alla setta dei Compagni di Baal. Alla fine dell'episodio il capo della setta riesce a fuggire grazie all'omertà, alimentata dal terrore per la setta, eretta dagli abitanti del paese. Rientrato a Parigi, un indizio porta Claude sull'isola di Saint Louis, da un riservato signore costretto a vivere su una sedia a rotelle di nome Hubert de Mauvoloir.

### I misteri dell'Isola di Saint Louis
L'organizzazione decide di eliminare il povero Diogene, "reo" di avere parlato dell'esistenza e della responsabilità de I Compagni di Baal, nell'uccisione della moglie e nel rapimento della figlia. Viene rinvenuto tra i documenti di Diogene una carta da visita di Mauvouloir. Che ha che fare il povero Arnaud con l'enigmatico signore sulla sedia a rotelle? Per appurare questo Claude, si reca all'isola di St. Louis, da Hubert De Mauvoloir (che altri non è che il capo della setta camuffato). Gli pone una serie di domande, se conoscesse o meno Jacques Arnaud, naturalmente non ottiene molto, anche se riesce a percepire un'atmosfera strana che lo insospettisce. Infatti mentre si trova davanti all'uscio di casa e sta per uscire, sente il suono di un'arpa provenire da una stanza di fronte alla porta d'ingresso, apre improvvisamente la porta e vede una ragazza seduta che suona lo strumento. Richiusa la porta, Mauvouloir nega decisamente la presenza della ragazza e invitando nuovamente Claude ad aprire la porta della stanza, gli fa vedere che non c'è nessuno. La ragazza però esiste realmente ed è tenuta prigioniera in quella casa, si chiama Lilian ed è vagamente somigliante con la figlia di Diogene, scomparsa dieci anni prima. Raffigurata in una fotografia (quando era ancora bambina) da lui spesso mostrata a tutte le persone con le quali parlava. La casa di Mauvouloir è  in realtà una vera e propria base per la setta dei "Compagni di Baal" con passaggi segreti e canali sotterranei che conducono alla sede delle loro riunioni rituali e decisionali, quello che loro chiamano "il tempio".  Claude e Francoise si rivolgono allora alla polizia ma il commissario di turno, un certo Lefranc, li prende per degli squinternati.

### Lo spettro rosso
In questa puntata si assiste all'eliminazione fisica di un malvivente per ordine dei "compagni" ucciso con il pugnale dello spettro rosso all'interno della "Casa Dei Fantasmi" di un Luna Park. Viene anche ucciso un poliziotto per mano di un clown, apparentemente pazzo, che si scopre poi essere un seguace della setta, incaricato di recuperare un teschio contenente delle pietre preziose. A questi delitti sono presenti Claude camuffato con dei baffi finti e la sua amica, attirati al parco dei divertimenti, dopo che Claude si è accorto che un uomo è uscito una mattina dalla casa di Mauvoloir per recarsi al luna park. Si scopre poi che questa persona è il gran maestro della setta travestito da prof. Lomer, suo conoscente. Claude, convince il commissario Lefranc, intervenuto sul luogo del delitto ad andare da Hubert de Mauvoloir per indagare. Il commissario, dapprima riluttante non sembra molto convinto, poi all'alba del giorno dopo va a svegliare Claude per condurlo da Mauvouloir, per interrogarlo.

### L'inquietante Professor Lomer
Il capo della setta decide di occuparsi personalmente di Claude e Françoise prendendo le sembianze del Professor Lomer (in realtà è un insegnante di medicina all'università nonché appassionato studioso di rettili e responsabile del settore di erpetologia al Museo di Storia Naturale). I banditi catturano Claude e Françoise e li rinchiudono tramortiti nel laboratorio del vero Lomer liberando i rettili contenuti nelle teche. I due si salvano ma Françoise finisce in ospedale dove riceve la visita del gran maestro della setta che vorrebbe ucciderla con uno strano marchingegno, ma si salva in extremis. Intanto Claude a confronto con il vero Lomer, ignaro della disavventura, è alle prese con molti dubbi.

### La notte dell'otto di fiori
"I Compagni di Baal" intendono imporre il loro dominio ai capi malavitosi locali, estorcendo una parte dei loro bottini. Allora i capi delle diverse bande di malviventi decidono di incontrarsi nel tentativo di coalizzarsi tra loro per far fronte alla pericolosa minaccia della società segreta. Ma all'uscita del luogo del loro incontro, "I Compagni di Baal", tendono loro un agguato. Il capo di una delle bande non intende cedere, reagisce sparando a morte un "compagno" di nome Xaphan e fugge. Ma ha le ore contate, perché viene costantemente pedinato ed è anche emarginato dai suoi gregari, minacciato di morte dalla setta, nel caso volessero aiutarlo. Claude e Pierrot, riescono da una breccia aperta su un capannone, ad assistere alla riunione dei "Compagni di Baal" mentre stanno per giustiziare il malavitoso ribelle, appena catturato; ma vengono scoperti e catturati. Sembra finita quando, sorprendentemente, uno dei "compagni" li aiuta a fuggire.

### L'eredità di Nostradamus
Il capo della setta assume anche l'identità di un uomo dopo averlo assassinato, un certo Malshadoc, che era capo di una confraternita pseudo-religiosa seguace del dio Cosmochronos, dedita all'adorazione delle anime degli animali di affezione morti che i suoi seguaci portano sempre con loro impagliati. Il motivo per cui il gran maestro uccide Malshadoc è per servirsi dei suoi adepti per fare trasportare, insospettato, della droga all'interno degli animali impagliati. Ed anche perché ha scoperto che i sotterranei della sede dei cultori di Cosmochronos sono confinanti con il "tempio" de I Compagni di Baal. Claude e gli altri si recano a casa di uno studioso di esoterismo, un certo Jerome Leplus al quale si sono rivolti per chiedere informazioni sulle origini della setta de "I Compagni di Baal". Scoprono così che la setta fu fondata da Nostradamus (celebre astrologo francese del XVI secolo) verso il 1550. Trovano, tra le altre cose in possesso dello scrittore, un dipinto del Conte di Saint Germain, (alchimista ed avventuriero francese vissuto nel XVIII secolo) che tutti riconoscono come il capo della setta. Quindi si intuisce che il gran maestro della setta sia un uomo immortale, una sorta di predestinato. Ma egli li sta ascoltando, avendo fatto inserire dei microfoni a casa dello studioso e dà l'ordine ai suoi seguaci di far sparire il dipinto e di assassinare lo scrittore. Intanto il "braccio  destro" di Mauvoloir, Joseph, viene arrestato sospettato di furto con scasso, dopo aver ucciso un meccanico affiliato alla setta, per ordine del gran maestro. In camera di sicurezza incontra, fratel Gabbiano, uno degli adepti della religione di Cosmochronos. Joseph approfitta di quell'incontro per ucciderlo e sostituire i suoi abiti con i suoi. Così non appena viene rilasciato fratel Gabbiano, in realtà è Joseph che riesce a farla franca tra le ire del gran maestro che tuttavia lo perdona, non per clemenza, ma perché consapevole che i suoi servizi sono insostituibili.

### Il risveglio di Liliana
Siamo all'epilogo. Si scopre che il commissario Lefranc in realtà non ha mai dubitato dell'esistenza della società segreta e che in passato gli era capitato di indagare su questa setta ma aveva dovuto sempre desistere perché l'organizzazione criminale non lasciava tracce ed eliminava qualsiasi testimone. Aveva dato l'impressione di screditare Claude e Françoise solo perché gli servivano da esca per le sue indagini. Il capo della setta ormai è braccato, fugge insieme al suo fido Joseph, nei sotterranei dove è rinchiusa anche la povera Lilian (rivelatasi la figlia di Diogene), ormai diventata irrecuperabile per problemi psichici conseguenti: al suo rapimento, alla sua separazione forzata dai genitori e alla sua lunga detenzione. La polizia fa irruzione nella casa di Mauvoloir, dove iniziano a perquisire l'appartamento e trovano il corpo del vero Hubert de Mauvuloir murato in una parete. Claude e Françoise rischiano la vita in una trappola mortale ma vengono aiutati da un adepto della setta, lo stesso che li aveva salvati in una precedente occasione, e che si scopre poi, in punto di morte, essere Pépère, il redattore capo di Claude da sempre appartenente alla setta, ma pentitosi successivamente, quando resosi conto: delle smanie utopistiche di dominio assoluto, della spietata violenza e della gestione dittatoriale del gran maestro della setta. Non potendo dimettersi dalla società, pena la morte, Pépère aveva deciso di collaborare occultamente con Claude, nel tentativo di smantellare dall'interno l'organizzazione. Tentativo infine riuscito ma costatogli ugualmente la vita.

## Personaggi e interpreti
- Claude Leroy, interpretato da Jacques Champreux.
- Pierrot Robichat, interpretato da Gérard Zimmermann.
- M. De Plassans (sindaco di Blaingirey)/Sosia di Hubert De Mauvouloir/Sosia del prof. Lomer/Sosia di Malshadoc, interpretato da Jean Martin.
- Françoise Cordier, interpretata da Claire Nadeau.
- Pépère, interpretata da René Lefèvre.
- Jacques Arnaud (detto Diogène) interpretato da Raymond Bussières.
- Mouret, interpretato da Roger Desmare.
- M.me Robin, interpretata da Germaine Ledoyen.
- Jacques, interpretato da Patrick Lancelot.
- Dominique Marchesini, interpretato da Roger Blin.
- Commissario Lefranc, interpretato da René Dary.

## Produzione
La miniserie fu prodotta da Office de Radiodiffusion Télévision Française. Le musiche furono composte da Henri Sauguet.

### Location
L'appartamento dove si nasconde il maestro, sotto la falsa identità del signor Hubert De Mauvoloir, è situato realmente sull'isola St. Louis in Quai d'Orléans n.30, (lo si può riconoscere dal portone in legno).
Il cimitero dei cani di Parigi, dove Claude e Pierrot vanno a chiedere informazioni su Marchesini è il Cimetière des Chiens, 4 Pont de Clichy, 92600 Asnières-sur-Seine, Francia, oggi diventato "Cimitero degli animali".
Il Museo degli animali, dove i Compagni di Baal nascondono gli animali impagliati ripieni di droga è la Grande Galerie de l'Evolution, 36 Rue Geoffroy-Saint-Hilaire 75005 Paris, France.
Le sequenze ambientate nei sotterranei sono state girate nelle grotte di Naours, site nel villaggio omonimo, non lontano da Amiens.

## Distribuzione
La serie fu trasmessa in Francia dal 29 luglio 1968 al 9 settembre 1968 sulla rete televisiva ORTF. In Italia è stata trasmessa sulla Rai con il titolo I compagni di Baal.